# الکساندر ارمان
الکساندر ارمان (به کرواتی: Aleksandar Ehrmann) (زاده ۱۴ سپتامبر ۱۸۷۹ - درگذشته ۱۳ آوریل ۱۹۶۵) کارآفرین، صنعتگر و سیاست‌مدار کرووات بود، که در سال ۱۹۲۱ شرکت دورو داکوویچ را تأسیس نمود.